# Yukiko Ebata
Yukiko Ebata (jap. 江畑 幸子 Ebata Yukiko) (ur. 7 listopada 1989 w Akicie) – japońska siatkarka, grająca na pozycji przyjmującej. Obecnie występuje w drużynie PFU Blue Cats.
W 2010 r. zdobyła brązowy medal Mistrzostw Świata, rozgrywanych w Japonii.

## Sukcesy klubowe
Mistrzostwo Francji:
- 2015

## Sukcesy reprezentacyjne
Mistrzostwa Świata:
- 2010

Volley Masters Montreux:
- 2011
- 2015

Mistrzostwa Azji:
- 2011, 2013

Igrzyska Olimpijskie:
- 2012

Puchar Wielkich Mistrzyń:
- 2013

Grand Prix:
- 2014

## Nagrody indywidualne
- 2011: Najlepsza atakująca Volley Masters Montreux